# Javier Zavala
Javier Zavala (10 marzo 1972) è un ex cestista messicano.

## Carriera
Con il Messico ha disputato i Campionati americani del 1997.